# Instalación del Congreso Extraordinario de 2020
La instalación del Congreso Extraordinario de 2020, denominado también como «proceso de constitución del Congreso», se llevó a cabo el 16 de marzo, en donde se inició la transición constitucional entre la Comisión Permanente del Congreso de la República del Perú perteneciente al grupo parlamentario disuelto en 2019 por el presidente Martín Vizcarra al nuevo grupo parlamentario elegido durante las elecciones parlamentarias extraordinarias desarrolladas en enero de 2020.
La instalación estaba programada para inicios de marzo, pero por inconvenientes relacionados con varios congresistas electos que no presentaban sus declaraciones juradas, el Primer Secretario de la Mesa Directiva de la Junta Preparatoria, Enrique Fernández Chacón, informó que entre el 14 y el 16 de marzo el Congreso Extraordinario entrará en funciones. La Mesa Directiva de la Junta Preparatoria confirmó la fecha para la juramentación de los 130 congresistas para el 16 de marzo, pero que se desarrollaría en privado por la expansión en Perú de la pandemia de enfermedad por coronavirus.
Este Congreso Extraordinario continuó los dos años faltantes del período parlamentario 2016-2021 que originalmente le tocaba al Congreso electo en las elecciones parlamentarias de 2016.

## Contexto
En el marco de la crisis política en el Perú que viene desde 2017, los choques entre los poderes ejecutivos y legislativos tuvieron su punto más crítico en el cierre del Parlamento peruano el 30 de septiembre de 2019 por el presidente Martín Vizcarra. Dicha acción fue reconocida como legal por el Tribunal Constitucional del Perú el 14 de enero de 2020.
La acción de Vizcarra a finales de septiembre de 2019 vino acompañada automáticamente del llamado a nuevas elecciones para 2020, que se llevaron a cabo el 26 de enero de 2020 y resultaron ganadores partidos que normalmente eran marginales como el teocrático Frente Popular Agrícola del Perú o Unión por el Perú, que va de la mano de personas pertenecientes al etnocacerismo, ideología de extrema derecha.
| Composición original del Congreso de la República Extraordinario (Elecciones extraordinarias 2020) |

| Agrupación Política      | N.º         |
| ------------------------ | ----------- |
| Acción Popular           | 25          |
| Alianza para el Progreso | 22          |
| FREPAP                   | 15          |
| Fuerza Popular           | 15          |
| Unión por el Perú        | 13          |
| Podemos Perú             | 11          |
| Somos Perú               | 11          |
| Frente Amplio            | 9           |
| Partido Morado           | 9           |
| Total                    | 130 Curules |

## Congresistas
| Distrito Electoral                 | Congresista           | N.º | Partido                  | Bancada Actual                |
| ---------------------------------- | --------------------- | --- | ------------------------ | ----------------------------- |
| Lima y Residentes en el extranjero | Omar Chehade          | 1   | Alianza para el Progreso | APP                           |
| Lima y Residentes en el extranjero | Carmen Omonte         | 2   | Alianza para el Progreso | No agrupada                   |
| Lima y Residentes en el extranjero | Francisco Sagasti     | 1   | Partido Morado           | Partido Morado                |
| Lima y Residentes en el extranjero | Carolina Lizárraga    | 2   | Partido Morado           | Partido Morado                |
| Lima y Residentes en el extranjero | Zenaida Solís         | 5   | Partido Morado           | Partido Morado                |
| Lima y Residentes en el extranjero | Alberto de Belaunde   | 6   | Partido Morado           | Partido Morado                |
| Lima y Residentes en el extranjero | Gino Costa            | 7   | Partido Morado           | Partido Morado                |
| Lima y Residentes en el extranjero | Daniel Olivares       | 20  | Partido Morado           | Partido Morado                |
| Callao                             | Miguel Ángel Gonzales | 1   | Partido Morado           | Partido Morado                |
| Piura                              | Angélica Palomino     | 1   | Partido Morado           | Partido Morado                |
| Arequipa                           | Mario Quispe          | 3   | Alianza para el Progreso | APP                           |
| Arequipa                           | José Antonio Nuñez    | 1   | Partido Morado           | Partido Morado                |
| Amazonas                           | Absalón Montoya       | 1   | Frente Amplio            | Frente Amplio                 |
| Amazonas                           | Grimaldo Vasquez      | 1   | Somos Perú               | Descentralización Democrática |

## Preparativos

### Entrega de credenciales
El 29 de febrero se inició la entrega de credenciales a los congresistas electos por parte del Jurado Nacional de Elecciones, este acto contó con la presencia del presidente de la República Martín Vizcarra, gesto que fue criticado por algunos electos congresistas, principalmente de Fuerza Popular.
El titular de la Comisión Permanente del Congreso Pedro Olaechea, informó que todos los congresistas electos entregaron sus credenciales en un plazo de cinco días:

Los 130 congresistas se han hecho presentes con las credenciales, o sea la primera etapa está concluida. Una vez que los 130 congresistas están presentes ya lo que falta ahora es que entreguen las declaraciones juradas.

### Mesa Directiva de la Junta Preparatoria

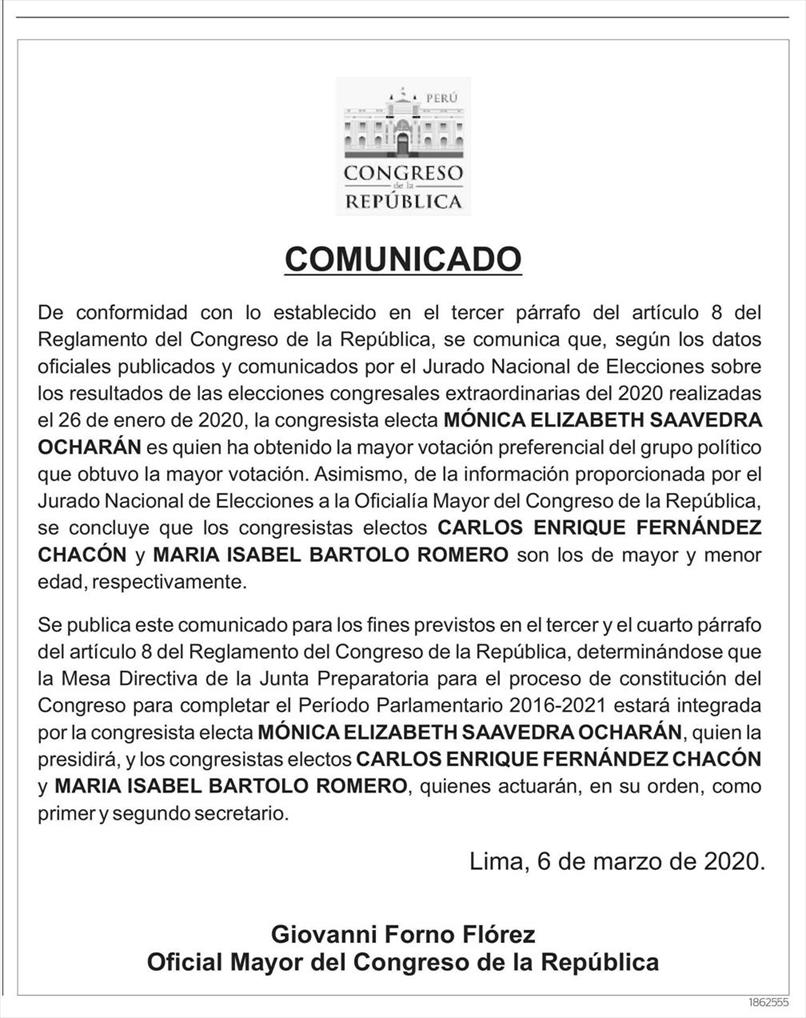
Documento oficial que da inicio a la Mesa Directiva de la Junta Preparatoria.

La oficina mayor del Congreso peruano oficializó el 7 de marzo de 2020 la Mesa Directiva de la Junta Preparatoria para la incorporación formal de los congresistas electos en el Palacio Legislativo.
Los que la integran son Mónica Saavedra Ocharán  (AP) por ser la congresista electa de mayor votación, Carlos Enrique Fernández Chacón (FA) por ser el congresista de mayor edad y María Isabel Bartolo Romero (UPP) por ser la congresista electa de menor edad. El diario oficial El Peruano comunicó el 11 de marzo que la mesa fue instalada por completo. Con Saavedra como la presidenta y como primer y segundo secretario a Chacón y Bartolo respectivamente.

### Cierre de la Comisión Permanente
La última sesión de la Comisión Permanente del Congreso de la República del Perú se realizó el 12 de marzo, en dicha secesión se aprobó dos informes respecto a decretos de urgencia relacionado con la deflagración de Villa El Salvador y de prevención hacia la violencia contra la mujer, la cabeza titular fue Karina Beteta en reemplazo del presidente Pedro Olaechea (quién no asistió).

## Juramentación del Congreso Extraordinario
El 11 de marzo, la Mesa Directiva informó que evalúa una juramentación fraccionada de los que ya presentaron todas sus declaraciones juradas y los que aún faltan.
El 12 de marzo, la Mesa Directiva de la Junta Preparatoria informó que la juramentación tiene como fecha el 16 de marzo y será en privado por la pandemia de enfermedad por coronavirus:

Frente al avance de la pandemia COVID-19 en todo el mundo y la situación en la que se encuentra nuestro país, [cumplimos con] informar que la ceremonia para incorporar formalmente mediante juramento a los congresistas electos se desarrollará en los próximos días en estricto privado.

El nuevo Congreso Extraordinario juramentaría el 16 de marzo a las 17:00, hora peruana.

## Acciones de los electos
Antes de la instalación del Congreso Extraordinario, varios partidos electos resolvieron diferentes temas relacionados: La bancada electa del Partido Morado el 4 de marzo renunció al resguardo policial y al bono de instalación, esta última acción también fue tomada por la bancada electa de Podemos Perú el 5 de marzo. En el Frente Popular Agrícola del Perú y Unión por el Perú se presentaron pugnas internas por la forma de organización de sus respectivas bancadas. El 3 de marzo Rennan Espinoza Rosales de Somos Perú renunció a los gastos de instalación. El 11 de marzo, Manuel Merino de Acción Popular criticó las elecciones de la Mesa Directiva, por estar presente solo 80 congresistas de los 130.